# Lockheed C-121 Constellation
Lockheed C-121 Constellation là một phiên bản máy bay vận tải quân sự của Lockheed Constellation.

## Biến thể

### Không quân

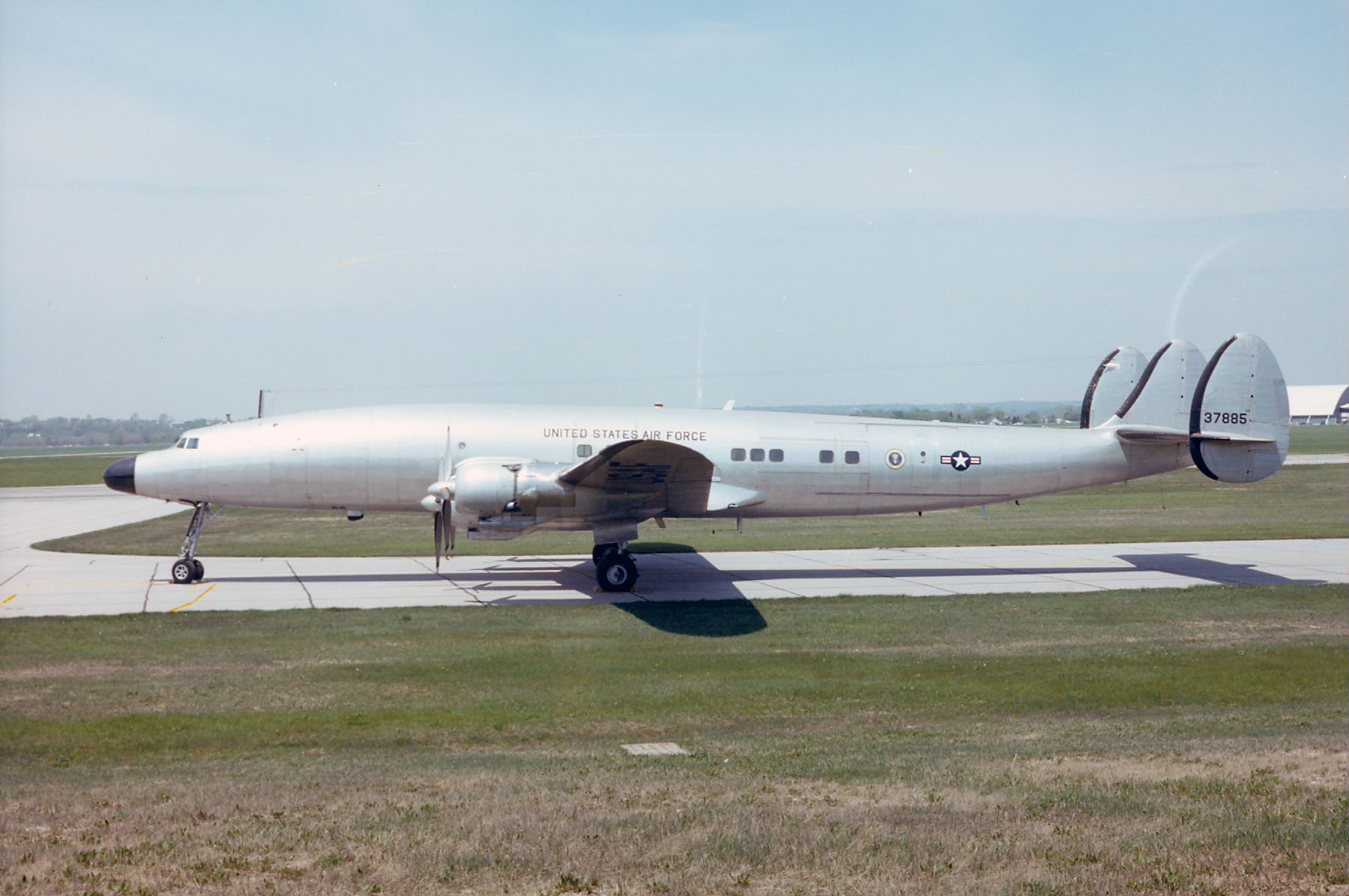
VC-121E của Tổng thống Dwight D. Eisenhower, được gọi là Columbine III, nó được xem như chiếc Air Force One đầu tiên

C-121A
VC-121A
VC-121B
C-121C
VC-121C
VC-121E
YC-121F
C-121G
TC-121G
VC-121G

### Hải quân
R7V-1
R7V-1P
R7V-2
C-121J
TC-121J
NC-121J
VC-121J

## Tính năng kỹ chiến thuật

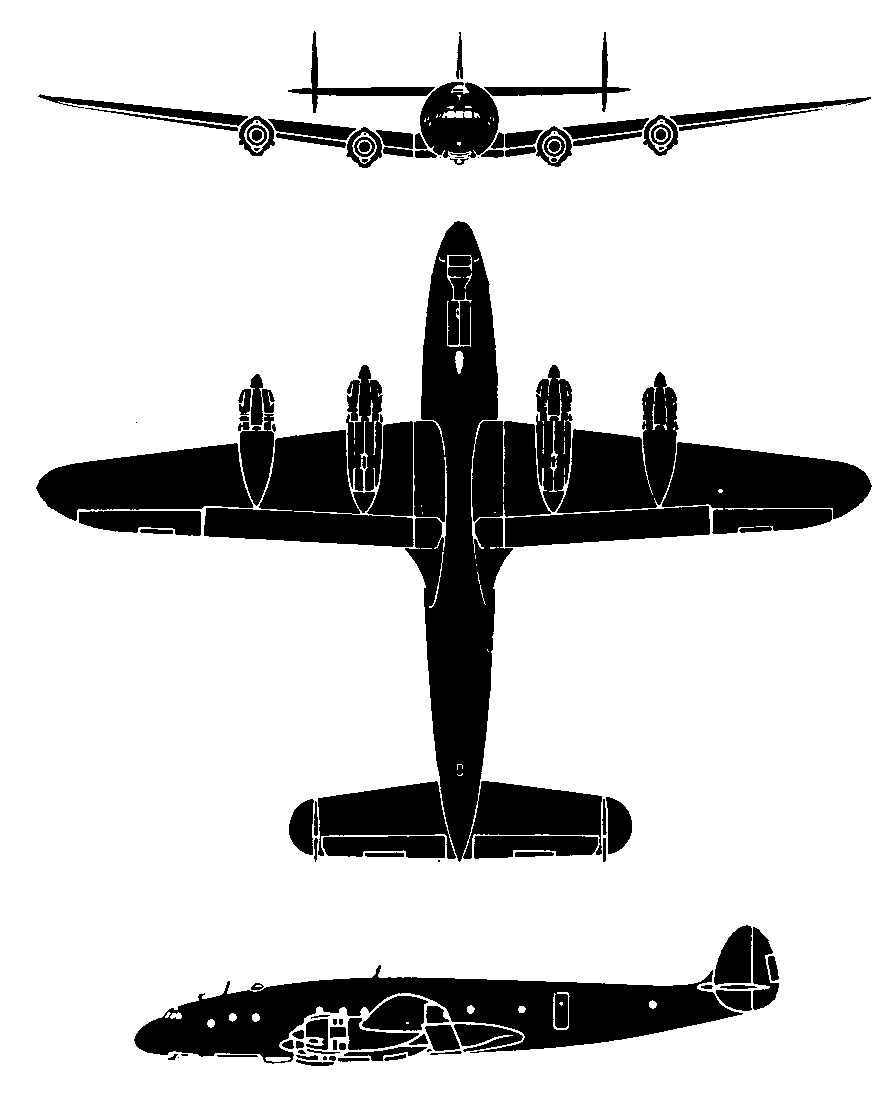

### C-121A (L-749A)
Dữ liệu lấy từ Lockheed Constellation:From Excalibur to Starliner.
Đặc điểm tổng quát
- Kíp lái: 5
- Sức chứa: 44 hành khách
- Chiều dài: 95 ft 2 in (29,007 m)
- Sải cánh: 123 ft (37,49 m)
- Chiều cao: 22 ft 5 in (6,8326 m)
- Diện tích cánh: 1.650 sq ft (153,29 sq m)
- Trọng lượng rỗng: 61.325 lbs (27.816,6 kg)
- Trọng lượng cất cánh tối đa: 107.000 lbs (48.534,4 kg)
- Động cơ: 4 × Wright R-3350-75, 2.500 bhp (1.866 kW)  mỗi chiếc
- Cánh quạt: 4 , 1 mỗi động cơ

 Hiệu suất bay 
- Vận tốc cực đại: 334 mph (537,52 km/h)
- Vận tốc hành trình: 324 mph (521,43 km/h)
- Trần bay: 24.442 ft (7.450 m)

### R7V-1/C-121J (L-1049B)

Dữ liệu lấy từ Lockheed Constellation:From Excalibur to Starliner.
Đặc điểm tổng quát
- Kíp lái: 4
- Sức chứa: 97-107 hành khách
- Chiều dài: 116 ft 2 in (35,408 m)
- Sải cánh: 123 ft (37,49 m)
- Chiều cao: 24 ft 9 in (7,5438 m)
- Diện tích cánh: 1.650 sq ft (153,29 sq m)
- Trọng lượng rỗng: 72.815 lbs (33.028.3 kg)
- Trọng lượng cất cánh tối đa: 145.000 lb (65.770,9 kg)
- Động cơ: 4 × Wright R-3350-34, 3250 bhp (2.240 kW)  mỗi chiếc
- Cánh quạt: 4 , 1 mỗi động cơ

 Hiệu suất bay 
- Vận tốc cực đại: 368 mph trên độ cao 20.000 ft (592,24 km/h trên độ cao 6,096 km)
- Vận tốc hành trình: 259 mph trên độ cao 10.000 ft (416,82 km/h trên độ cao 3,048 km)
- Trần bay: 24.442 ft (7.449 m)